# Петропавловка (Братский район)
Петропавловка (укр. Петропавлівка) — село в Братском районе Николаевской области Украины. ( Раніше-Манжилія)
Население по переписи 2001 года составляло 669 человек. Почтовый индекс — 55462. Телефонный код — 5131. Занимает площадь 1,756 км².

## Местный совет
55462, Николаевская обл., Братский р-н, с. Петропавловка, ул. Аграрная, 1